# Bodamont
El Bodamont és una muntanya de 539 metres que es troba al municipi de la Vall de Bianya, a la comarca catalana de la Garrotxa.